# Thammaca
Thammaca is een geslacht van spinnen uit de familie springspinnen (Salticidae).

## Soorten
De volgende soorten zijn bij het geslacht ingedeeld:
- Thammaca coriacea Simon, 1902
- Thammaca nigritarsis Simon, 1902